# More Than a Feeling
Singles de Boston
Long Time
(janvier 1977)
More Than a Feeling est une chanson du groupe rock américain Boston, sortie en tant que premier single du premier album du groupe en 1976 par Epic Records en septembre 1976, avec Smokin comme face B. Tom Scholz a écrit seul la chanson. Le single est entré dans le Billboard Hot 100 américain le 18 septembre et a atteint la cinquième place. Le morceau est désormais un incontournable de la radio rock classique et, en 2008, il a été nommé 39e meilleure chanson hard rock de tous les temps par VH1. Il a été inclus dans la liste du Rock and Roll Hall of Fame des « 500 chansons qui ont façonné le rock and roll » et est classé numéro 212 sur les « 500 plus grandes chansons de tous les temps » de Rolling Stone, mis à jour à partir de sa position précédente de numéro 500 sur le Version 2004.

## Historique
C'est le premier 45 tours du groupe, sorti en septembre 1976, quelques semaines après leur premier album. Il rencontre un grand succès aux États-Unis où il se classe no 5 du Billboard 200.

## Contexte et écriture
Tom Scholz a écrit les paroles en se basant sur l'idée de perdre un proche et sur la façon dont la musique peut connecter une personne aux souvenirs du passé. Bien que non basé sur un événement spécifique dans sa vie, il a pris le prénom Marianne de sa cousine. C'est l'une des six chansons finalement apparues sur l'album Boston sur lequel il a travaillé dans son sous-sol de 1968 à 1975, avant que Boston n'obtienne son contrat d'enregistrement. Les parties de batterie ont été initialement développées par Jim Masdea, bien que Sib Hashian ait joué de la batterie lors de la sortie officielle.

## Contexte
Le Book of Rock Lists suggère que le riff du refrain pourrait lui-même être un subtil hommage au classique des Kingsmen, Louie Louie. Scholz a déclaré dans plusieurs interviews son penchant pour le James Gang, et en particulier pour l'album des années 1970 de ce groupe, James Gang Rides Again. En conséquence, le riff signature de More than a Feeling ressemble à celui composé par Joe Walsh pour le morceau Tend My Garden de Rides Again. Scholz attribue à Walk Away Renee de The Left Banke le titre de « l'inspiration principale de la chanson. »
Le site Web de Boston indique que la chanson parle du « pouvoir qu'une vieille chanson peut avoir dans votre vie », Scholz précisant que « c'était une sorte de ballade douce-amère. » Le critique d'Ultimate Classic Rock, Michael Gallucci, souligne que c'est un thème commun dans les chansons de Boston. Les paroles expriment le mécontentement de l'auteur face au présent et son désir d'un ancien amour nommé Marianne, dont le souvenir est fortement évoqué par une vieille chanson familière. Dans une interview, on a demandé à Scholz : « Qui est Marianne ? » Il a répondu : « En fait, il y a une Marianne. Ce n'était pas ma petite amie. » Il a expliqué que lorsqu'il avait 8 ou 9 ans, il avait une cousine beaucoup plus âgée qu'il pensait être la plus belle fille qu'il ait jamais vue et qu'il était « secrètement amoureux » d'elle (rires), mais il a également déclaré que les paroles étaient inspirées par ses émotions après la fin d'une histoire d'amour à l'école et étaient influencées par les paroles de la chanson Walk Away Renee de Left Banke. L'auteur de Maximum Guitar, Andy Aledort, a souligné que la progression d'accords de guitare de G-D/F#-Em7-D qui suit la ligne « pJe vois ma Marianne s'éloigner » vient également de Walk Away Renee. Aledort explique également que le solo de guitare est inhabituel dans la mesure où il incorpore des mordants et des mordants inversés, qui sont plus généralement utilisés dans la musique baroque.

## Réception
Billboard a décrit More Than a Feeling comme un « rocker dominé par la guitare électrique, réalisé dans une publicité avec un rythme accessible et une sauvegarde de claquements de mains et une voix douce et envolée. » Cash Box a déclaré « c'est une offre de hard-rock », mais « a une mélodie sophistiquée qui fait bon usage des accords mineurs » et a un travail de guitare à l'unisson « attrayant » et une voix puissante. Record World a déclaré qu'avec la chanson Boston « montre qu'il est adepte du rock avec une fureur heavy metal, tout en créant en même temps une tension dynamique autour de la mélodie de la chanson. » Le critique de rock classique Paul Elliott l'a noté comme « La plus grande chanson de tous les temps de Boston ». Le critique du Los Angeles Times, Robert Hilburn, l'a qualifié de « single pop-rock merveilleusement attrayant » et a déclaré qu'il se classait avec « Bohemian Rhapsody » de Queen comme l'un des meilleurs singles de 1976. Hilburn a également déclaré que la chanson combine « la splendeur gracieuse et les accroches mélodiques entraînantes du Moody Blues, l'impact strident de la guitare de Brian May de Queen et une partie de la conscience pop-rock romantique d'Eric Carmen et des vieux Raspberries. »
Guitar World déclare que lorsque la radio diffuse More Than a Feeling, « peu de gens peuvent résister à l'envie de se livrer à des accès de guitare aérienne aux doigts de flotte et à un chant de fausset fougueux. » Le critique du Rolling Stone Album Guide, Paul Evans, déclare que « aussi astucieux que cela puisse paraître, More Than a Feeling émet une note émotionnelle d'une résonance inhabituelle. » Gallucci l'a classée comme la plus grande chanson de Boston, tout comme le critique de Classic Rock History Brian Kachejian. Le critique d'Ultimate Classic Rock, Dave Swanson, l'a classée au 28e rang des chansons de rock classique de tous les temps.

## Musiciens
- Tom Scholz – guitare électrique.
- Brad Delp – chant et chœurs, guitare acoustique.
- Fran Sheehan - basse.
- Sib Hashian – batterie.

## Reprises
La chanson a été reprise par les membres de Yes, Alan White, Tony Kaye et Billy Sherwood en 2007 pour l'album all-star produit par Sherwood, Rock Infinity.
En 1992, lorsque Nirvana a interprété leur single révolutionnaire, "Smells Like Teen Spirit", aux Reading Festival, ils ont incorporé une partie de " More Than a Feeling" au début, une référence aux similitudes entre les principaux riffs de guitare des deux chansons. Cette partie est incluse sur la version DVD de l'album live de Nirvana, Live at Reading.
La chanson a été reprise par le groupe Ingram Hill et incluse dans la bande originale du film de 2005 Herbie: Fully Loaded.
Zoo Animals reprend aussi la chanson sur la Bande Sonore du film américain de 2011 Zookeeper.
En 2008, le candidat à la présidentielle Républicain Mike Huckabee a utilisé la chanson pour promouvoir sa campagne. L'ancien membre du groupe de Boston Barry Goudreau a fait des apparitions avec Huckabee en direct et sur YouTube. En février 2008, Scholz a écrit à Huckabee pour lui demander d'arrêter d'utiliser la chanson, déclarant : « Même si je suis flatté que vous aimiez ma chanson, je suis choqué que vous l'utilisiez ainsi que le nom de Boston pour vous promouvoir sans mon accord. L'utilisation du terme « Plus qu'un sentiment » dans votre campagne, associée à la représentation d'un de vos partisans en tant que membre « de Boston », implique clairement que le groupe Boston, et plus particulièrement l'un de ses membres, a soutenu votre candidature, ni l'un ni l'autre. ce qui est vrai. Huckabee a accédé à la demande de Scholz et les vidéos mettant en vedette Barry Goudreau et la chanson ont ensuite été supprimées par la campagne Huckabee.
La chanson apparaît dans le film DreamWorks 2008 Madagascar : Escape 2 Africa où les pingouins volent les voitures des touristes en Afrique et apparaît également dans l'avion vers la fin du film.
La chanson apparaît dans les bandes-annonces et les teasers de Inside Out de Pixar et du prochain film Netflix Leo.